# Giunta regionale dell'Emilia-Romagna
La Giunta regionale dell'Emilia-Romagna ha sede a Bologna, presso il Palazzo della Regione in viale Aldo Moro. Rappresenta l'organo esecutivo dell'ente, ossia il governo locale. A capo dell'amministrazione emiliano-romagnola è infatti posto, ai sensi dell'Articolo 121 della Costituzione Italiana, un organo collegiale composto dagli assessori e guidato da un Presidente. Per rimanere in carica quest' ultimo necessita della fiducia dell'Assemblea legislativa. Il primo insediamento è avvenuto nel 1970. L'attuale giunta è presieduta da Michele De Pascale (PD) ed è in carica dal 13 dicembre 2024.

## Sede
La sede della Giunta è in viale Aldo Moro a Bologna, nel complesso edilizio denominato "Fiera District".

## Cronotassi

### III legislatura (1980-1985)

#### Turci II
La giunta regionale della III legislatura era così composta:
| Assessore             | Partito                     | Carica                                                                                  | Competenze/Deleghe | Note | Fonti |
| --------------------- | --------------------------- | --------------------------------------------------------------------------------------- | ------------------ | --- | ----- |
| Lanfranco Turci       | Partito Comunista Italiano  | Presidente                                                                              |                    | | [ 2 ] |
| Cesare Baccarini      | Partito Comunista Italiano  | Assessore ai Trasporti e vie di comunicazione                                           |                    | | [ 2 ] |
| Pier Luigi Bersani    | Partito Comunista Italiano  | Assessore ai servizi sociali, alla Formazione professionale, Mercato del lavoro, Scuola |                    | A dicembre 1982 gli viene sostituita la delega ai servizi sociali, con quelle alla Formazione professionale, Mercato del lavoro, Scuola. | [ 2 ] |
| Germano Bulgarelli    | Partito Comunista Italiano  | Assessore alla Programmazione, Affari istituzionali e legislativi                       |                    | | [ 2 ] |
| Giorgio Ceredi        | Partito Comunista Italiano  | Assessore all'Agricoltura e Alimentazione                                               |                    | | [ 2 ] |
| Pier Luigi Cervellati | Partito Comunista Italiano  | Assessore all'Ambiente, Difesa del suolo, Urbanistica                                   |                    | Fino all'11 giugno 1981. | [ 2 ] |
| Giuseppe Corticelli   | Partito Comunista Italiano  | Assessore alla Cultura e Tempo libero                                                   |                    | | [ 2 ] |
| Radames Costa         | Partito Comunista Italiano  | Assessore al Turismo e Commercio                                                        |                    | | [ 2 ] |
| Gianetto Patacini     | Partito Comunista Italiano  | Assessore alla Formazione professionale, Mercato del lavoro, Scuola                     |                    | Fino al 24 novembre 1982. | [ 2 ] |
| Enrica Selvatici      | Partito Comunista Italiano  | Assessore all'Edilizia                                                                  | Urbanistica        | Dall'11 giugno 1981 le viene affidata la delega all'Urbanistica.                                                                         | [ 2 ] |
| Ivanoe Sensini        | Partito Comunista Italiano  | Assessore al Bilancio e Affari generali                                                 |                    | Fino al 12 luglio 1982. | [ 2 ] |
| Emilio Alfonso Severi | Partito Comunista Italiano  | Assessore all'Industria, Artigianato, Cooperazione, Problemi del lavoro                 |                    | Fino al 12 luglio 1982. | [ 2 ] |
| Decimo Triossi        | Partito Comunista Italiano  | Assessore alla Sanità                                                                   |                    | | [ 2 ] |
| Renato Albertini      | Partito Comunista Italiano  | Assessore al Bilancio e Affari generali                                                 |                    | Dal 12 luglio 1982. | [ 2 ] |
| Giorgio Alessi        | Partito Comunista Italiano  | Assessore all'Industria, Artigianato, Cooperazione, Problemi del lavoro                 |                    | Dal 12 luglio 1982. | [ 2 ] |
| Riccarda Nicolini     | Partito Comunista Italiano  | Assessore ai servizi sociali                                                            |                    | Da dicembre 1982. | [ 2 ] |
| Giuseppe Chicchi      | Partito di Unità Proletaria | Assessore all'Ambiente e Difesa del suolo                                               |                    | Dall'11 giugno 1981. | [ 2 ] |

### IV legislatura (1985-1990)

#### Turci III
La giunta regionale della IV legislatura, dal 12 maggio 1985 al 23 marzo 1987, era così composta:
| Assessore            | Partito                    | Carica                                                      | Competenze/Deleghe | Fonti |
| -------------------- | -------------------------- | ----------------------------------------------------------- | ------------------ | ----- |
| Lanfranco Turci      | Partito Comunista Italiano | Presidente                                                  |                    | [ 3 ] |
| Renato Albertini     | Partito Comunista Italiano | Assessore alla Affari istituzionali, legislativi e generali |                    | [ 3 ] |
| Giorgio Alessi       | Partito Comunista Italiano | Assessore al Turismo e Commercio                            |                    | [ 3 ] |
| Pier Luigi Bersani   | Partito Comunista Italiano | Assessore al Lavoro e Formazione professionale              |                    | [ 3 ] |
| Felicia Bottino      | Partito Comunista Italiano | Assessore all'Edilizia e Urbanistica                        |                    | [ 3 ] |
| Germano Bulgarelli   | Partito Comunista Italiano | Assessore alla Programmazione e Bilancio                    |                    | [ 3 ] |
| Federico Castellucci | Partito Comunista Italiano | Assessore all'Industria, Artigianato e Cooperazione         |                    | [ 3 ] |
| Giorgio Ceredi       | Partito Comunista Italiano | Assessore all'Agricoltura e Alimentazione                   |                    | [ 3 ] |
| Giuseppe Chicchi     | Partito Comunista Italiano | Assessore all'Ambiente e Difesa del suolo                   |                    | [ 3 ] |
| Giuseppe Corticelli  | Partito Comunista Italiano | Assessore alla Scuola, Cultura, Sport e Tempo libero        |                    | [ 3 ] |
| Giuseppe Gavioli     | Partito Comunista Italiano | Assessore ai Trasporti e vie di comunicazione               |                    | [ 3 ] |
| Riccarda Nicolini    | Partito Comunista Italiano | Assessore ai servizi sociali                                |                    | [ 3 ] |
| Alessandra Zagatti   | Partito Comunista Italiano | Assessore alla Sanità                                       |                    | [ 3 ] |

#### Guerzoni
La giunta regionale della IV legislatura, dal 23 marzo 1987 al 24 giugno 1990, era così composta:
| Assessore                 | Partito                    | Carica                                                      | Competenze/Deleghe | Fonti |
| ------------------------- | -------------------------- | ----------------------------------------------------------- | ------------------ | ----- |
| Luciano Guerzoni          | Partito Comunista Italiano | Presidente                                                  |                    | [ 3 ] |
| Renato Albertini          | Partito Comunista Italiano | Assessore ai Trasporti e vie di comunicazione               |                    | [ 3 ] |
| Pier Luigi Bersani        | Partito Comunista Italiano | Assessore alla Programmazione e Bilancio                    |                    | [ 3 ] |
| Felicia Bottino           | Partito Comunista Italiano | Assessore all'Edilizia e Urbanistica                        |                    | [ 3 ] |
| Federico Castellucci      | Partito Comunista Italiano | Assessore all'Industria, Artigianato e Cooperazione         |                    | [ 3 ] |
| Giorgio Ceredi            | Partito Comunista Italiano | Assessore all'Agricoltura e Alimentazione                   |                    | [ 3 ] |
| Giuseppe Chicchi          | Partito Comunista Italiano | Assessore al Turismo e Commercio                            |                    | [ 3 ] |
| Giuseppe Corticelli       | Partito Comunista Italiano | Assessore alla Scuola, Cultura, Sport e Tempo libero        |                    | [ 3 ] |
| Mario Del Monte           | Partito Comunista Italiano | Assessore alla Affari istituzionali, legislativi e generali |                    | [ 3 ] |
| Giuseppe Gavioli          | Partito Comunista Italiano | Assessore all'Ambiente e Difesa del suolo                   |                    | [ 3 ] |
| Riccarda Nicolini         | Partito Comunista Italiano | Assessore alla Sanità                                       |                    | [ 3 ] |
| Elsa Giuseppina Signorino | Partito Comunista Italiano | Assessore ai servizi sociali                                |                    | [ 3 ] |
| Alessandra Zagatti        | Partito Comunista Italiano | Assessore al Lavoro e Formazione professionale              |                    | [ 3 ] |

### V legislatura (1990-1995)

#### Boselli
La giunta regionale della V legislatura, dal 18 luglio 1990 al 6 luglio 1993, era così composta:
| Assessore                 | Partito                                                                                 | Carica                                                                | Competenze/Deleghe | Note                                    | Fonti |
| ------------------------- | --------------------------------------------------------------------------------------- | --------------------------------------------------------------------- | ------------------ | --------------------------------------- | ----- |
| Enrico Boselli            | Partito Socialista Italiano                                                             | Presidente                                                            |                    |                                         | [ 4 ] |
| Pier Luigi Bersani        | Partito Comunista Italiano (fino al 1991) Partito Democratico della Sinistra (dal 1991) | Vicepresidente e Assessore alla Programmazione e Affari istituzionali |                    | Dal 7 dicembre 1990 al 13 gennaio 1993. | [ 4 ] |
| Renato Cocchi             | Partito Comunista Italiano (fino al 1991) Partito Democratico della Sinistra (dal 1991) | Vicepresidente e Assessore alla Programmazione e Affari istituzionali |                    | Dal 13 gennaio 1993.                    | [ 4 ] |
| Giuliano Barbolini        | Partito Comunista Italiano (fino al 1991) Partito Democratico della Sinistra (dal 1991) | Assessore alla Sanità                                                 |                    |                                         | [ 4 ] |
| Moris Bonacini            | Partito Comunista Italiano                                                              | Assessore all´Ambiente                                                |                    |                                         | [ 4 ] |
| Felicia Bottino           | Partito Comunista Italiano                                                              | Assessore alla Cultura e Beni culturali                               | Urbanistica        |                                         | [ 4 ] |
| Dario Lodi                | Partito Socialista Democratico Italiano                                                 | Assessore all'Edilizia e Casa                                         |                    |                                         | [ 4 ] |
| Angiolino Mini            | Partito Comunista Italiano                                                              | Assessore all´Agricoltura e Alimentazione                             |                    |                                         | [ 4 ] |
| Nando Odescalchi          | Partito Socialista Italiano                                                             | Assessore ai Servizi sociali                                          |                    |                                         | [ 4 ] |
| Carlo Perdomi             | Partito Socialista Italiano                                                             | Assessore al Bilancio e Affari generali                               |                    |                                         | [ 4 ] |
| Vittorio Pieri            | Partito Socialista Italiano                                                             | Assessore ai Trasporti e le Vie di comunicazione                      |                    |                                         | [ 4 ] |
| Alfredo Sandri            | Partito Comunista Italiano                                                              | Assessore al Turismo e Tempo libero                                   |                    |                                         | [ 4 ] |
| Elsa Giuseppina Signorino | Partito Comunista Italiano                                                              | Assessore alla Formazione professionale, Lavoro, Scuola, Università   |                    |                                         | [ 4 ] |
| Denis Ugolini             | Partito Repubblicano Italiano                                                           | Assessore all´Industria, Artigianato, Commercio e Cooperazione        |                    |                                         | [ 4 ] |

#### Bersani I
La giunta regionale della V legislatura, dal 6 luglio 1993 al 23 aprile 1995 era così composta:
| Assessore          | Partito                                 | Carica                                                                   | Competenze/Deleghe | Note                  | Fonti |
| ------------------ | --------------------------------------- | ------------------------------------------------------------------------ | ------------------ | --------------------- | ----- |
| Pier Luigi Bersani | Partito Democratico della Sinistra      | Presidente                                                               |                    |                       | [ 4 ] |
| Carlo Perdomi      | Partito Socialista Italiano             | Vicepresidente e Assessore al Bilancio e Affari generali                 |                    |                       | [ 4 ] |
| Giuliano Barbolini | Partito Democratico della Sinistra      | Assessore alla Sanità e Servizi sociali                                  |                    |                       | [ 4 ] |
| Felicia Bottino    | Partito Democratico della Sinistra      | Assessore al Turismo, Cultura e Qualità urbana                           |                    |                       | [ 4 ] |
| Renato Cocchi      | Partito Democratico della Sinistra      | Assessore alla Programmazione, Pianificazione, Ambiente                  |                    |                       | [ 4 ] |
| Dario Lodi         | Partito Socialista Democratico Italiano | Assessore all'Edilizia e Casa                                            |                    |                       | [ 4 ] |
| Luigi Marrucci     | Partito Democratico della Sinistra      | Assessore alle Riforme istituzionali, Affari legislativi, Organizzazione |                    |                       | [ 4 ] |
| Sergio M.A. Nigro  | Partito Socialista Italiano             | Assessore alla Formazione professionale, Lavoro, Scuola, Università      |                    |                       | [ 4 ] |
| Vittorio Pieri     | Partito Socialista Italiano             | Assessore ai Trasporti e vie di comunicazione                            |                    |                       | [ 4 ] |
| Guido Tampieri     | Partito Democratico della Sinistra      | Assessore all'Agricoltura                                                |                    |                       | [ 4 ] |
| Denis Ugolini      | Partito Repubblicano Italiano           | Assessore all´Industria, Artigianato, Commercio e Cooperazione           |                    | Fino al 2 marzo 1994. | [ 4 ] |

### VI legislatura (1995-2000)

#### Bersani II
La giunta regionale della VI legislatura dal 19 giugno 1995 al 28 maggio 1996 era così composta:
| Assessore           | Partito                            | Carica                                              | Competenze/Deleghe                                                       | Note                                                             | Fonti |
| ------------------- | ---------------------------------- | --------------------------------------------------- | ------------------------------------------------------------------------ | ---------------------------------------------------------------- | ----- |
| Pier Luigi Bersani  | Partito Democratico della Sinistra | Presidente                                          |                                                                          |                                                                  | [ 5 ] |
| Emilio Sabattini    | Partito Popolare Italiano          | Vicepresidente e Assessore al Bilancio e Patrimonio | Accesso ai servizi. Relazioni internazionali e Rapporti con i parlamenti |                                                                  | [ 5 ] |
| Giovanni Bissoni    | Partito Democratico della Sinistra | Assessore alla Sanità                               |                                                                          |                                                                  | [ 5 ] |
| Gianluca Borghi     | Federazione dei Verdi              | Assessore alle Politiche sociali e familiari        | Associazionismo. Qualità urbana                                          | Il 24 ottobre 1995 gli viene conferita la delega alla scuola.    | [ 5 ] |
| Armando Campagnoli  | Partito Democratico della Sinistra | Assessore alle Attività produttive                  |                                                                          |                                                                  | [ 5 ] |
| Renato Cocchi       | Partito Democratico della Sinistra | Assessore al Territorio                             |                                                                          |                                                                  | [ 5 ] |
| Lorenza Davoli      | Partito Democratico della Sinistra | Assessore alla Cultura e lo Sport                   | Progetto giovani. Sistemi informativi                                    |                                                                  | [ 5 ] |
| Luigi Mariucci      | Partito Democratico della Sinistra | Assessore agli Affari istituzionali                 | Autonomie locali. Organizzazione                                         |                                                                  | [ 5 ] |
| Vittorio Pieri      | Patto dei Democratici              | Assessore alla Mobilità e Turismo                   |                                                                          |                                                                  | [ 5 ] |
| Pier Antonio Rivola | Partito Popolare Italiano          | Assessore alla Formazione e al Lavoro               | Immigrazione                                                             | Il 24 ottobre 1995 gli viene conferita la delega all'università. | [ 5 ] |
| Alfredo Sandri      | Partito Democratico della Sinistra | Assessore ai Programmi d'Area                       | Qualità edilizia. Risparmio energetico                                   |                                                                  | [ 5 ] |
| Guido Tampieri      | Partito Democratico della Sinistra | Assessore all'Agricoltura                           |                                                                          |                                                                  | [ 5 ] |

### VII legislatura (2000-2005)
| Assessore            | Partito                                                           | Carica                                                                       | Competenze/Deleghe                                                        | Note                                | Fonti                                                               |
| -------------------- | ----------------------------------------------------------------- | ---------------------------------------------------------------------------- | ------------------------------------------------------------------------- | ----------------------------------- | ------------------------------------------------------------------- |
| Vasco Errani         | Democratici di Sinistra                                           | Presidente                                                                   |                                                                           |                                     | https://www.regione.emilia-romagna.it/storia/vii-legislatura/giunta |
| Vera Negri Zamagni   | Indipendente                                                      | Vice Presidente, assessore alla Cultura (fino al 20 dicembre 2002)           | Sport, Progetti per i rapporti con i cittadini (fino al 20 dicembre 2002) | Fino al 20 dicembre 2002            | https://www.regione.emilia-romagna.it/storia/vii-legislatura/giunta |
| Mariangela Bastico   | Democratici di Sinistra                                           | Assessore alla Scuola                                                        | Formazione professionale. Università. Lavoro. Pari opportunità.           |                                     | https://www.regione.emilia-romagna.it/storia/vii-legislatura/giunta |
| Giovanni Bissoni     | Democratici di Sinistra                                           | Assessore alla Sanità                                                        |                                                                           |                                     | https://www.regione.emilia-romagna.it/storia/vii-legislatura/giunta |
| Gianluca Borghi      | Verdi                                                             | Assessore alle Politiche Sociali                                             | Immigrazione. Progetto giovani. Cooperazione internazionale               |                                     | https://www.regione.emilia-romagna.it/storia/vii-legislatura/giunta |
| Marioluigi Bruschini | Partito dei comunisti italiani                                    | Assessore alla Difesa del suolo e della costa                                | Protezione civile                                                         |                                     | https://www.regione.emilia-romagna.it/storia/vii-legislatura/giunta |
| Armando Campagnoli   | Democratici di Sinistra                                           | Assessore alle Attività Produttive                                           | Sviluppo economico. Piano telematico                                      |                                     | https://www.regione.emilia-romagna.it/storia/vii-legislatura/giunta |
| Flavio Delbono       | I Democratici (fino al 2002) La margherita (dal 2002)             | Assessore alle Finanze Vice Presidente (dal 22 dicembre 2002)                | Organizzazione. Sistemi informativi                                       | Vicepresidente dal 22 dicembre 2002 | https://www.regione.emilia-romagna.it/storia/vii-legislatura/giunta |
| Alfredo Peri         | Democratici di Sinistra                                           | Assessore alla Mobilità e Trasporti                                          |                                                                           |                                     | https://www.regione.emilia-romagna.it/storia/vii-legislatura/giunta |
| Guido Pasi           | Rifondazione Comunista                                            | Assessore al Turismo e Commercio                                             |                                                                           |                                     | https://www.regione.emilia-romagna.it/storia/vii-legislatura/giunta |
| Pier Antonio Rivola  | Partito Popolare Italiano (fino al 2002) La margherita (dal 2002) | Assessore alla Programmazione territoriale                                   | Politiche abitative. Riqualificazione urbana                              |                                     | https://www.regione.emilia-romagna.it/storia/vii-legislatura/giunta |
| Guido Tampieri       | Democratici di Sinistra                                           | Assessore all' Agricoltura                                                   | Ambiente e Sviluppo sostenibile                                           |                                     | https://www.regione.emilia-romagna.it/storia/vii-legislatura/giunta |
| Luciano Vandelli     | Indipendente                                                      | Assessore all'Innovazione amministrativa ed istituzionale                    | Autonomie locali                                                          |                                     | https://www.regione.emilia-romagna.it/storia/vii-legislatura/giunta |
| Marco Barbieri       | Partito Popolare Italiano (fino al 2002) La margherita (dal 2002) | Assessore alla Cultura (dal 22 dicembre 2002, precedentemente non in giunta) | Sport. Progetti per i rapporti con i cittadini                            | Dal 22 dicembre 2002                | https://www.regione.emilia-romagna.it/storia/vii-legislatura/giunta |

| https://www.regione.emilia-romagna.it/storia/vii-legislatura/giunta |

### VIII legislatura (2005-2010)
| Assessore                   | Partito                                                               | Carica | Competenze/Deleghe                                                                                | Note                                          | Fonti |
| --------------------------- | --------------------------------------------------------------------- | --- | ------------------------------------------------------------------------------------------------- | --------------------------------------------- | ----- |
| Vasco Errani                | Democratici di Sinistra (fino al 2007) Partito Democratico (dal 2007) | Presidente |                                                                                                   |                                               | [ 6 ] |
| Alfredo Bertelli            | Democratici di Sinistra (fino al 2007) Partito Democratico (dal 2007) | Sottosegretario alla Presidenza della Giunta                                                                    |                                                                                                   |                                               | [ 6 ] |
| Flavio Delbono              | DL - La Margherita (fino al 2007) Partito Democratico (dal 2007)      | Vicepresidente e Assessore alle Finanze                                                                         | Europa                                                                                            | A febbraio 2009 si dimette da vicepresidente. | [ 6 ] |
| Maria Giuseppina Muzzarelli | Partito Democratico                                                   | Vicepresidente e Assessore all'Europa, Cooperazione internazionale e Pari opportunità                           |                                                                                                   | Dal 4 marzo 2009.                             | [ 6 ] |
| Giovanni Bissoni            | Democratici di Sinistra (fino al 2007) Partito Democratico (dal 2007) | Assessore alle Politiche per la salute                                                                          |                                                                                                   |                                               | [ 6 ] |
| Marioluigi Bruschini        | Partito dei Comunisti Italiani                                        | Assessore alla sicurezza territoriale, Protezione civile, Difesa del suolo e della costa                        |                                                                                                   |                                               | [ 6 ] |
| Armando Campagnoli          | Democratici di Sinistra (fino al 2007) Partito Democratico (dal 2007) | Assessore alle Attività produttive, Sviluppo economico, Piano telematico                                        |                                                                                                   |                                               | [ 6 ] |
| Annamaria Dapporto          | DL - La Margherita (fino al 2007) Partito Democratico (dal 2007)      | Assessore alla Promozione delle Politiche sociali e di quelle educative per l'Infanzia e l'Adolescenza          | Politiche per l'immigrazione, Sviluppo del volontariato, dell'Associazionismo e del Terzo settore |                                               | [ 6 ] |
| Luigi Gilli                 | DL - La Margherita (fino al 2007) Partito Democratico (dal 2007)      | Assessore alla Programmazione e sviluppo territoriale, Cooperazione col sistema delle autonomie Organizzazione  |                                                                                                   | Si dimette a marzo 2009.                      | [ 6 ] |
| Mariangela Bastico          | Democratici di Sinistra                                               | Assessore alla Scuola, Formazione professionale, Università, Lavoro, Pari opportunità                           |                                                                                                   | Fino al 18 maggio 2006.                       | [ 6 ] |
| Paola Manzini               | Democratici di Sinistra                                               | Assessore alla Scuola, Formazione professionale, Università, Lavoro, Pari opportunità                           |                                                                                                   | Dal 23 maggio 2006 al 22 gennaio 2009.        | [ 6 ] |
| Guido Pasi                  | Partito della Rifondazione Comunista                                  | Assessore al Turismo e Commercio                                                                                |                                                                                                   |                                               | [ 6 ] |
| Alfredo Peri                | Democratici di Sinistra (fino al 2007) Partito Democratico (dal 2007) | Assessore alla Mobilità e Trasporti                                                                             |                                                                                                   |                                               | [ 6 ] |
| Tiberio Rabboni             | Democratici di Sinistra (fino al 2007) Partito Democratico (dal 2007) | Assessore all'Agricoltura                                                                                       |                                                                                                   |                                               | [ 6 ] |
| Alberto Ronchi              | Federazione dei Verdi                                                 | Assessore alla Cultura, Sport e Progetto giovani                                                                |                                                                                                   |                                               | [ 6 ] |
| Lino Zanichelli             | Democratici di Sinistra (fino al 2007) Partito Democratico (dal 2007) | Assessore all'Ambiente e Sviluppo sostenibile                                                                   |                                                                                                   |                                               | [ 6 ] |
| Gian Carlo Muzzarelli       | Partito Democratico                                                   | Assessore alla programmazione e sviluppo territoriale, cooperazione col sistema delle autonomie, organizzazione |                                                                                                   | Dal 4 marzo 2009.                             | [ 6 ] |
| Giovanni Sedioli            | Partito Democratico                                                   | Assessore alla Scuola, Formazione professionale, Università e Lavoro                                            |                                                                                                   | Dal 4 marzo 2009.                             | [ 6 ] |

### IX legislatura (2010-2014)
| Assessore            | Partito                        | Carica | Competenze/Deleghe                                                                                | Note                   | Fonti |
| -------------------- | ------------------------------ | --- | ------------------------------------------------------------------------------------------------- | ---------------------- | ----- |
| Vasco Errani         | Partito Democratico            | Presidente |                                                                                                   |                        | [ 6 ] |
| Alfredo Bertelli     | Partito Democratico            | Sottosegretario alla Presidenza della Giunta |                                                                                                   |                        | [ 6 ] |
| Simonetta Saliera    | Partito Democratico            | Vicepresidente e Assessore alle Finanze, Europa, Cooperazione con il sistema delle autonomie, Regolazione dei servizi pubblici locali, Politiche per la sicurezza, Semplificazione e Trasparenza |                                                                                                   |                        | [ 6 ] |
| Patrizio Bianchi     | Indipendente                   | Assessore alla Scuola, Formazione professionale, Lavoro, Università e ricerca |                                                                                                   |                        | [ 6 ] |
| Donatella Bortolazzi | Partito dei Comunisti Italiani | Assessore allo Sviluppo delle risorse umane e organizzazione, Cooperazione allo sviluppo, Progetto giovani e Pari opportunità                                                                    |                                                                                                   |                        | [ 6 ] |
| Sabrina Freda        | Italia dei Valori              | Assessore all'Ambiente e Riqualificazione urbana |                                                                                                   |                        | [ 6 ] |
| Paola Gazzolo        | Partito Democratico            | Assessore alla sicurezza territoriale, Protezione civile, Difesa del suolo e della costa |                                                                                                   |                        | [ 6 ] |
| Carlo Lusenti        | Partito Democratico            | Assessore alle Politiche per la Salute |                                                                                                   |                        | [ 6 ] |
| Teresa Marzocchi     | Partito Democratico            | Assessore alla Promozione delle politiche sociali e di integrazione per l'immigrazione, Volontariato, Associazionismo e terzo settore                                                            |                                                                                                   |                        | [ 6 ] |
| Maurizio Melucci     | Partito Democratico            | Assessore al Turismo e Commercio |                                                                                                   |                        | [ 6 ] |
| Massimo Mezzetti     | Sinistra Ecologia Libertà      | Assessore alla Cultura e Sport |                                                                                                   |                        | [ 6 ] |
| Giancarlo Muzzarelli | Partito Democratico            | Assessore alle Attività produttive | Piano energetico e sviluppo sostenibile. Economia verde. Autorizzazione unica integrata           | Fino al 9 giugno 2014. | [ 6 ] |
| Alfredo Peri         | Partito Democratico            | Assessore alla Programmazione territoriale, Reti di infrastrutture materiali e immateriali, Mobilità, logistica e trasporti                                                                      |                                                                                                   |                        | [ 6 ] |
| Tiberio Rabboni      | Partito Democratico            | Assessore all'Agricoltura |                                                                                                   |                        | [ 6 ] |
| Luciano Vecchi       | Partito Democratico            | Assessore alle Attività produttive | Piano energetico e sviluppo sostenibile, economia verde, edilizia, autorizzazione unica integrata | Dal 9 giugno 2014.     | [ 6 ] |

### X legislatura (2014-2020)
| Assessore           | Partito             | Carica | Competenze/Deleghe | Note                    | Fonti       |
| ------------------- | ------------------- | --- | --- | ----------------------- | ----------- |
| Stefano Bonaccini   | Partito Democratico | Presidente | |                         | [ 7 ]       |
| Giammaria Manghi    | Partito Democratico | Sottosegretario alla Presidenza della Giunta                                                                                        | |                         | [ 7 ]       |
| Elisabetta Gualmini | Partito Democratico | Vicepresidente e Assessore alle Politiche di welfare e politiche abitative                                                          | | Fino al 28 giugno 2019. | [ 7 ]       |
| Raffaele Donini     | Partito Democratico | Vicepresidente e Assessore ai trasporti, reti infrastrutture materiali e immateriali, programmazione territoriale e agenda digitale | Tutela della salute. Programmazione e qualificazione del sistema sanitario regionale. Programmazione e gestione delle politiche per la non autosufficienza e coordinamento dei servizi sociosanitari. Tutela della salute nei luoghi di lavoro. Sanità veterinaria. Igiene e sicurezza degli alimenti. Prevenzione e contrasto delle dipendenze. | Dal 28 giugno 2019.     | [ 7 ] [ 8 ] |
| Andrea Corsini      | Partito Democratico | Assessore al turismo e commercio | |                         | [ 7 ]       |
| Paola Gazzolo       | Partito Democratico | Assessore alla difesa del suolo e della costa, protezione civile e politiche ambientali e della montagna                            | |                         | [ 7 ]       |
| Palma Costi         | Partito Democratico | Assessore alle attività produttive, piano energetico, economia verde e ricostruzione post-sisma                                     | |                         | [ 7 ]       |
| Emma Petitti        | Partito Democratico | Assessore al bilancio, riordino istituzionale, risorse umane e pari opportunità                                                     | |                         | [ 7 ]       |
| Simona Caselli      | Indipendente        | Assessore all'agricoltura, caccia e pesca                                                                                           | |                         | [ 7 ]       |
| Patrizio Bianchi    | Indipendente        | Assessore alle politiche europee per lo sviluppo, scuola, formazione, ricerca, università e lavoro                                  | |                         | [ 7 ]       |
| Massimo Mezzetti    | Indipendente        | Assessore alla cultura, politiche giovanili e politiche per la legalità                                                             | |                         | [ 7 ]       |
| Sergio Venturi      | Indipendente        | Assessore alle politiche per la salute                                                                                              | |                         | [ 7 ]       |

### XI legislatura (2020-2024)
| Assessore         | Partito                                                         | Carica | Competenze/Deleghe | Note | Fonti        |
| ----------------- | --------------------------------------------------------------- | --- | --- | --- | ------------ |
| Stefano Bonaccini | Partito Democratico                                             | Presidente | Tutto quanto non espressamente indicato nelle Deleghe degli Assessori. | | [ 9 ]        |
| Davide Baruffi    | Partito Democratico                                             | Sottosegretario alla Presidenza della Giunta | | | [ 9 ]        |
| Elly Schlein      | Emilia-Romagna Coraggiosa Ecologista e Progressista             | Vicepresidente e Assessore al contrasto alle diseguaglianze e transizione ecologica: Patto per il clima, welfare, politiche abitative, politiche giovanili, cooperazione internazionale allo sviluppo, relazioni internazionali, rapporti con l’UE | Patto per il clima: coordinamento interassessorile delle politiche di prevenzione e adattamento ai cambiamenti climatici e per la transizione ecologica. Cooperazione internazionale allo sviluppo e aiuti umanitari. Promozione delle politiche sociali, di inclusione sociale e di opportunità per le persone e le famiglie. Politiche per l’immigrazione con particolare riferimento all’accoglienza e all’integrazione sociale. Prevenzione e riduzione delle condizioni di bisogno e contrasto delle povertà e delle disuguaglianze. Economia Solidale. Politiche di intervento rivolte al mondo giovanile. Coordinamento e monitoraggio dell’attuazione dell’Agenda 2030. Politiche socioeducative per l’infanzia e per l’adolescenza. Promozione di politiche per lo sviluppo del volontariato, dell'associazionismo e del terzo settore. Programmazione e gestione delle politiche abitative. Promozione e sviluppo dei rapporti istituzionali con gli organi dell’Unione Europea e relazioni internazionali. Emiliano-romagnoli nel mondo. Coordinamento dei fondi dell’Unione Europea e promozione dell’attività di cooperazione europea. Diffusione della conoscenza delle attività della Unione Europea. Legge comunitaria. | Fino al 24 ottobre 2022. | [ 9 ] [ 10 ] |
| Irene Priolo      | Partito Democratico                                             | Vicepresidente e assessore all'ambiente, difesa del suolo e della costa, protezione civile, transizione ecologica e lotta al cambiamento climatico                                                                                                 | Pianificazione, programmazione e gestione delle politiche integrate di sostenibilità ambientale. Pianificazione, programmazione e gestione delle politiche per la sicurezza territoriale, la protezione civile e la resilienza. Politiche per la riduzione del rischio sismico. Promozione dell’economia circolare, del riciclo e recupero di materia dai rifiuti per lo sviluppo sostenibile. Certificazione della qualità ambientale e pianificazione degli acquisti verdi, politica integrata di produzione sostenibile. Promozione e regolazione del controllo ambientale. Governo dei servizi pubblici locali ambientali. Gestione demanio idrico. Regolazione dell’attuazione delle autorizzazioni ambientali, delle procedure di valutazione ambientale di piani, programmi e progetti. Informazione ed educazione alla sostenibilità. Indirizzi per la gestione integrata delle zone costiere e la strategia del mare. Indirizzi e governo del sistema delle Agenzie: Agenzia regionale per la prevenzione, l’ambiente e l’energia (ARPAE), Agenzia per la sicurezza territoriale e la protezione civile, Agenzia interregionale del fiume Po (AIPO). Patto per il clima: coordinamento interassessorile delle politiche di prevenzione e adattamento ai cambiamenti climatici e per la transizione ecologica. | Dal 24 ottobre 2022 vicepresidente e assessore alla transizione ecologica | [ 9 ] [ 11 ] |
| Paolo Calvano     | Partito Democratico                                             | Assessore al bilancio, personale, patrimonio, riordino istituzionale, rapporti con l'UE | Politiche finanziarie e fiscali di programmazione, analisi e controllo della gestione finanziaria. Organizzazione dell’Ente. Indirizzi e controllo per l'amministrazione del personale, la formazione delle risorse umane e i sistemi di valutazione. Relazioni sindacali. Politiche di valorizzazione e impiego del patrimonio mobiliare e immobiliare della Regione. Controllo delle partecipazioni. Politiche di riordino e coordinamento del sistema istituzionale delle Autonomie Locali e Funzionali. Comunicazione interna, relazioni con il pubblico, procedure di trasparenza e anticorruzione. Coordinamento dei fondi dell’Unione Europea e promozione dell’attività di cooperazione europea. Diffusione della conoscenza delle attività della Unione Europea. Legge comunitaria. | Delega ai rapporta con l'UE assunta in data 24 ottobre 2022 | [ 9 ] [ 11 ] |
| Vincenzo Colla    | Partito Democratico                                             | Assessore allo sviluppo economico e green economy, lavoro, formazione, relazioni internazionali | Patto per il lavoro e la legalità: coordinamento interassessorile delle politiche per la buona occupazione. Politiche di promozione per lo sviluppo economico e produttivo nell’industria, artigianato, servizi, terziario e cooperazione. Green economy, sviluppo economia verde a bassa emissione di carbonio. Politiche per il sistema energetico regionale. Politiche di sviluppo per l’export, internazionalizzazione, attrattività del sistema produttivo ed economico. Politiche di sviluppo, promozione e coordinamento delle reti e attività di ricerca industriale, trasferimento tecnologico e creazione di nuove imprese. Promozione dei contratti di programma, dei contratti di sviluppo e della programmazione negoziata per le imprese. Coordinamento e gestione delle attività del Programma POR FESR e POR FSE. Politiche per l’accesso al credito. Rapporti e sviluppo del sistema fieristico regionale. Rapporti e sviluppo del sistema camerale regionale. Promozione e sviluppo dello sportello unico e dei servizi al sistema produttivo. Disciplina generale dei lavori pubblici e osservatorio sugli appalti. Sicurezza e legalità del lavoro. Politiche attive e passive del lavoro. Politiche di sviluppo per l’occupazione e qualificazione del lavoro autonomo e delle professioni. Interventi nei processi di crisi, ristrutturazione e riorganizzazione aziendale. Politiche di formazione per l’innovazione e la competitività del sistema delle imprese. Coordinamento e gestione del sistema di istruzione e formazione professionale. Promozione e sviluppo dei rapporti istituzionali e relazioni internazionali. Emiliano-romagnoli nel mondo. | Delega alle relazioni internazionali assunta il 24 ottobre 2022 | [ 9 ] [ 11 ] |
| Andrea Corsini    | Partito Democratico                                             | Assessore a mobilità e trasporti, infrastrutture, turismo, commercio | Programmazione delle reti di infrastrutture e del sistema delle comunicazioni stradali, ferroviarie, portuali, idroviarie, marittime, aeree, interportuali e autofilotranviarie. Programmazione dei servizi per lo sviluppo della mobilità delle persone e delle merci. Programmazione dei sistemi di mobilità a livello regionale e locale. Politiche per la qualificazione e lo sviluppo del sistema turistico. Promozione dell’offerta turistica. Sviluppo della portualità a finalità turistica. Politiche per lo sviluppo del termalismo. Qualificazione e sviluppo delle attività commerciali. Tutela dei consumatori/utenti, consumo sostenibile. Demanio Marittimo. Programmazione delle politiche regionali in materia di centri agro-alimentari. | | [ 9 ]        |
| Raffaele Donini   | Partito Democratico                                             | Assessore alle politiche per la salute | Tutela della salute. Programmazione e qualificazione del sistema sanitario regionale. Programmazione e gestione delle politiche per la non autosufficienza e coordinamento dei servizi sociosanitari. Tutela della salute nei luoghi di lavoro. Sanità veterinaria. Igiene e sicurezza degli alimenti. Prevenzione e contrasto delle dipendenze. | | [ 9 ]        |
| Mauro Felicori    | Italia Viva                                                     | Assessore alla cultura e paesaggio | Politiche e interventi per la conservazione e valorizzazione dei beni e del patrimonio culturale, artistico, naturale, architettonico e paesaggistico regionale. Sostegno all’industria cinematografica, audiovisiva e musicale. Coordinamento e promozione dello spettacolo, delle attività culturali e della formazione musicale. Promozione della cultura emiliano-romagnola e dei settori creativi all’estero. Diffusione della cultura della pace. Promozione e sostegno alle attività di valorizzazione della storia del Novecento in Emilia-Romagna. Interventi di sostegno alle Istituzioni culturali, alle Biblioteche, agli Archivi storici e ai Musei regionali. | | [ 9 ]        |
| Barbara Lori      | Partito Democratico                                             | Assessore alla montagna, aree interne, programmazione territoriale, pari opportunità, politiche abitative, cooperazione internazionale allo sviluppo                                                                                               | Interventi a favore della Montagna e valorizzazione dei territori montani. Coordinamento delle politiche integrate d’area, con particolare riferimento al coordinamento dei fondi strutturali dell’Unione Europea e alla promozione ed attuazione dei “programmi speciali d’area” previsti dalla L.R. n. 30/96 e alle intese istituzionali. Programmazione e pianificazione territoriale. Tutela della biodiversità, governo del sistema regionale delle aree protette e dei siti delle aree rete natura 2000 e forestazione. Programmazione e pianificazione per la tutela paesaggistica. Disciplina in materia edilizia e politiche per il miglioramento della qualità edilizia. Promozione delle politiche e iniziative per le Pari opportunità. Programmazione e gestione delle politiche abitative. | Delega alle politiche abitative, alla cooperazione internazionale allo sviluppo assunte il 24 ottobre 2022, dalla stessa data perde le deleghe alla montagne e aree interne, al welfare e alle pari opportunità | [ 9 ] [ 11 ] |
| Alessio Mammi     | Partito Democratico                                             | Assessore all'agricoltura e agroalimentare, caccia e pesca | Politica Agricola Comune e pagamenti in agricoltura. Sviluppo di una economia agricola ecosostenibile, tutela fitosanitaria, sviluppo della conoscenza, della ricerca e sperimentazione in agricoltura. Promozione delle forme associative agricole e sviluppo delle filiere agroalimentari. Incentivi per le imprese, investimenti per le strutture aziendali e le infrastrutture rurali. Sistemi di qualità e di distintività delle produzioni agricole, valorizzazione economica, turistica ed enogastronomica dei prodotti agricoli ed alimentari. Sviluppo della multifunzionalità delle imprese agricole ed educazione alimentare. Assetto fondiario, bonifica e irrigazione. Protezione della fauna e disciplina delle attività venatorie. Sviluppo dell’economia ittica, attuazione dei programmi comunitari sulla pesca, pesca nelle acque interne e acquacoltura. | | [ 9 ]        |
| Paola Salomoni    | Indipendente                                                    | Assessore alla scuola, università, ricerca, agenda digitale | Politiche per il diritto allo studio scolastico e universitario. Politiche per l’edilizia scolastica e universitaria. Organizzazione della rete scolastica, valorizzazione delle autonomie scolastiche e coordinamento degli interventi a favore delle scuole. Organizzazione dell’offerta formativa. Rapporti con le Università e sviluppo degli accordi di livello nazionale e internazionale promossi da Regione e Università. Sviluppo dell’attrattività scientifica del territorio attraverso la ricerca e l’alta formazione. Agenda Digitale, politiche per l’innovazione tecnologica, le infrastrutture di rete e le competenze digitali. Coordinamento interassessorile delle politiche e dei progetti attuativi nell’ambito dell’innovazione tecnologica. Sviluppo e innovazione dei sistemi informativi interni e coordinamento della rete dei servizi telematici per il sistema delle Autonomie locali. | | [ 9 ]        |
| Igor Taruffi      | Sinistra Italiana (fino al 2023) Partito Democratico (dal 2023) | Assessore al welfare, alle politiche giovanili, alla montagna e aree interne | Interventi a favore della Montagna e valorizzazione dei territori montani. Coordinamento delle politiche integrate d’area, con particolare riferimento al coordinamento dei fondi strutturali dell’Unione Europea e alla promozione ed attuazione dei “programmi speciali d’area” previsti dalla L.R. n. 30/96 e alle intese istituzionali. Programmazione e pianificazione territoriale. Tutela della biodiversità, governo del sistema regionale delle aree protette e dei siti delle aree rete natura 2000 e forestazione. Programmazione e pianificazione per la tutela paesaggistica. Disciplina in materia edilizia e politiche per il miglioramento della qualità edilizia. Promozione delle politiche e iniziative per le Pari opportunità. Promozione delle politiche sociali, di inclusione sociale e di opportunità per le persone e le famiglie. Politiche per l’immigrazione con particolare riferimento all’accoglienza e all’integrazione sociale. Prevenzione e riduzione delle condizioni di bisogno e contrasto delle povertà e delle disuguaglianze. Economia Solidale. Politiche di intervento rivolte al mondo giovanile. Coordinamento e monitoraggio dell’attuazione dell’Agenda 2030. Politiche socioeducative per l’infanzia e per l’adolescenza. Promozione di politiche per lo sviluppo del volontariato, dell'associazionismo e del terzo settore. | In carica dal 24 ottobre 2022 | [ 9 ] [ 11 ] |

### XII legislatura (2024-)
| Assessore          | Partito                   | Carica | Competenze/Deleghe | Note | Fonti |
| ------------------ | ------------------------- | --- | ------------------ | ---- | ----- |
| Michele De Pascale | Partito Democratico       | Presidente | -                  |      |       |
| Manuela Rontini    | Partito Democratico       | Sottosegretario alla Presidenza della Giunta | -                  |      |       |
| Vincenzo Colla     | Partito Democratico       | Vicepresidente e Assessore a Sviluppo economico e green economy, Energia, Formazione professionale, Università e Ricerca;                                | -                  |      |       |
| Davide Baruffi     | Partito Democratico       | Assessore a Programmazione strategica e Attuazione del programma, Programmazione fondi europei, Bilancio, Patrimonio, Personale, Montagna e aree interne | -                  |      |       |
| Irene Priolo       | Partito Democratico       | Assessore a Ambiente, Programmazione territoriale, Mobilità e Trasporti, Infrastrutture;                                                                 | -                  |      |       |
| Massimo Fabi       | Indipendente              | Assessore alle Politiche per la salute; | -                  |      |       |
| Gessica Allegni    | Partito Democratico       | Assessore a Cultura, Parchi e Forestazione, Pari opportunità;                                                                                            | -                  |      |       |
| Isabella Conti     | Partito Democratico       | Assessore a Welfare, Terzo settore, Politiche per l’infanzia, Scuola;                                                                                    | -                  |      |       |
| Roberta Frisoni    | Partito Democratico       | Assessore a Turismo, Commercio, Sport; | -                  |      |       |
| Alessio Mammi      | Partito Democratico       | Assessore a Agricoltura e Agroalimentare, Caccia e Pesca, Rapporti con la Ue;                                                                            | -                  |      |       |
| Elena Mazzoni      | Movimento 5 Stelle        | Assessore a Agenda Digitale, Legalità, Contrasto alle povertà;                                                                                           | -                  |      |       |
| Giovanni Paglia    | Alleanza Verdi e Sinistra | Assessore a Politiche abitative, Lavoro, Politiche giovanili;                                                                                            | -                  |      |       |